# Lago Becharof
Lago Becharof é um lago com aproximadamente 60 quilômetros de comprimento, localizado na Península do Alasca, nos Estados Unidos. Situa-se a cerca de 37 quilômetros a sudeste da cidade de Egegik, na Cordilheira Aleutiana.
É o segundo maior lago do Alasca, atrás apenas do Lago Iliamna. Em termos de volume, ocupa a 8.ª posição entre os maiores lagos dos Estados Unidos, e a 14.ª em área superficial.

## História

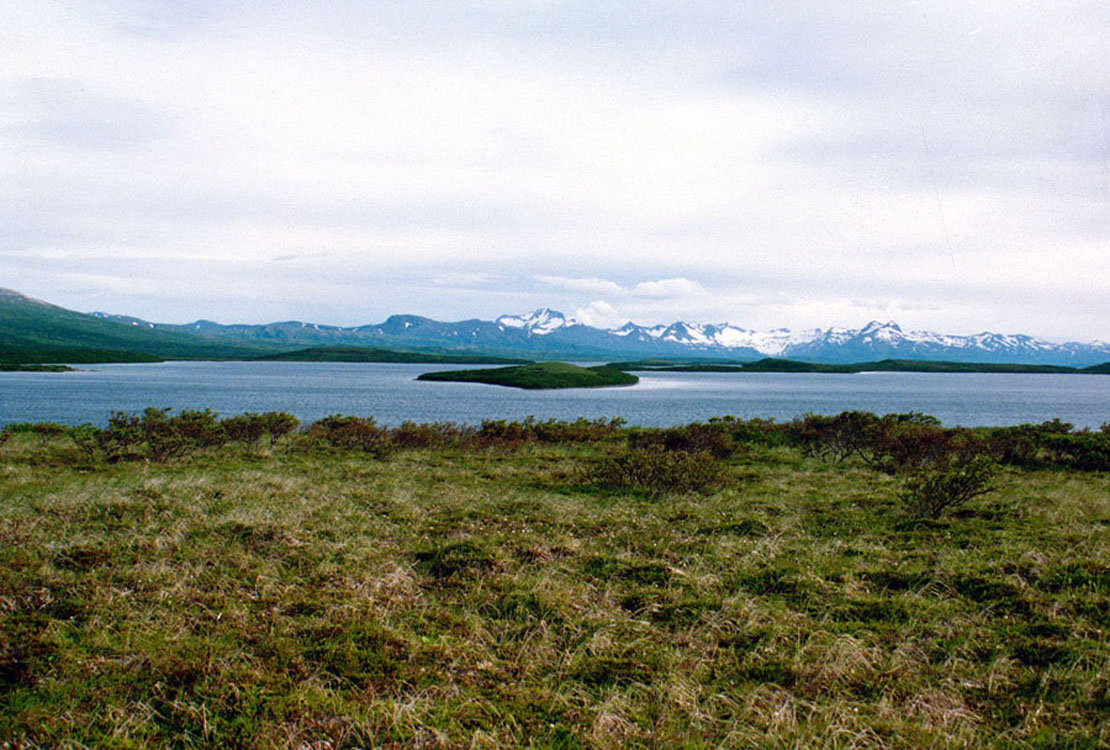
Lago Becharof, dentro do Refúgio Nacional de Becharof

O navegador russo Dmitry Bocharov, da Marinha Imperial Russa, esteve em expedição na região de Kodiak em 1788 e retornou ao Alasca em 1791. Na primavera daquele ano, Alexander Baranov, diretor da Companhia Shelikhov-Golikov na então América Russa, ordenou a Bocharov que explorasse a costa noroeste da Península do Alasca. Seu objetivo era encontrar um caminho de transposição da península, próximo a Kodiak.
Sob seu comando, duas embarcações abertas cobertas com pele de morsa e com cerca de 9 metros de comprimento, tripuladas por 20 a 30 homens, seguiram desde a Ilha Unalaska ao longo da costa noroeste da península até a baía de Bristol, via baía de Egegik. Buscando uma ligação interior, Bocharov subiu o rio Egegik até alcançar um grande lago continental — atualmente denominado Lago Becharof, com a grafia americanizada de seu nome. No verão de 1791, ele explorou o lago até sua extremidade oriental, e a partir dali efetuou um portage até o Oceano Pacífico, retornando posteriormente a Kodiak, onde relatou suas descobertas a Baranov.
Em 1852, o Departamento Hidrográfico Russo publicou o nome Oz(ero) Ugashek para o lago, no mapa n.º 1455.
Com a compra do Alasca pelos Estados Unidos, em 1867, o território foi transferido do Império Russo para a soberania americana. Em 1868, o naturalista William Healey Dall, do Instituto Smithsoniano e então assistente do Serviço Costeiro dos Estados Unidos, nomeou o lago oficialmente como Becharof.